# Liping
Liping (en chino, 黎平; pinyin, Lípíng) es un condado bajo la administración directa de la Prefectura Qiandongnan en la Provincia de Guizhou, República Popular China.  Su área es de 4421 km² y su población total para 2010 superó los 390 mil habitantes.

## Toponimia
Liping es la transliteración del idioma Dong y deriva del entorno geográfico, significa "cresta" ya que está rodeada de montañas bajas con campos y presas en el medio que se conoce como ping.

## Administración
Desde julio de 2020, el  condado Liping se divide en 26 pueblos que se administran en 3 subdistritos,   14 poblados, 7 villas y 2 villas étnicas. 